# Leolita Bļodniece
Leolita Bļodniece (ur. 29 marca 1959) – reprezentująca ZSRR lekkoatletka, która specjalizowała się w rzucie oszczepem.
W 1975 roku została mistrzynią Europy juniorek. 

## Osiągnięcia
| Rok  | Impreza                     | Miejsce | Pozycja    | Wynik |
| ---- | --------------------------- | ------- | ---------- | ----- |
| 1975 | Mistrzostwa Europy juniorów | Ateny   | 1. miejsce | 60,62 |